# Filosseno di Mabbug
Filosseno di Mabbug, noto anche come Xenaias o Filosseno di Gerapoli o Hierapolis (ܐܟܣܢܝܐ ܡܒܘܓܝܐ; Beth Garmai, V secolo – Gangra, 523), è stato un vescovo cristiano orientale e scrittore siro.

## Biografia
Filosseno divenne metropolita di Gerapoli, in siriaco Mabbūgh, nel 484. Fu uno dei più importanti scrittori in prosa in lingua siriaca, ed un acceso sostenitore del miafisismo.
Nel 519 fu esiliato in Tracia e poi a Gangra in Paflagonia, dove fu ucciso (soffocato col fumo) nel 523.